# Harry Potter (soldado)
Harry Potter (16 de septiembre de 1920 o 1921 en Birmingham, Inglaterra - 22 de julio de 1939 en Hebrón, Palestina) fue un soldado del rango cabo que se unió al ejército británico en 1938. Murió en Hebrón, Palestina por una banda armada el 22 de julio de 1939, cuando Palestina estaba bajo Mandato británico. Su tumba que se encuentra en Ramla, una ciudad en el centro de Israel, se ha convertido en un atractivo turístico en la región.

## Biografía
Harry Potter nació el 16 de septiembre de 1920 (aunque otras fuentes apuntan también que de 1921), cerca de la ciudad de Birmingham, Inglaterra, siendo uno de los ocho hijos del zapatero David Potter, quien además era un inválido de la Primera Guerra Mundial. A los 14 años de edad dejó la escuela y se fue a trabajar a una fábrica de alfombras para ayudar a su familia. Tiempo después, el 3 de enero de 1938 se alistaría en Birmingham para servir al ejército.
Según el sitio web de su regimiento, Potter murió a causa del enfrentamiento que sostuvo con un grupo armado en la batalla de Hebrón en Palestina el 22 de julio de 1939 teniendo tan sólo 19 años de edad. Dicha batalla se dio debido a que, a última hora de la tarde de ese día, la Compañía "D" a la que formaba parte regresando de As Samu' fue atacada en el kilómetro 39 de la carretera que conectaba a Hebrón con Betsabé.

## Muerte
Según la Associated Press, se dice que Potter murió en la batalla que se libró en Hebrón, Palestina, en 1939. Esto, debido a que, en 2005 se comenzó a recibir la llegada de varios turistas preguntando por el paradero de su tumba, siendo motivo por el cual también en ese mismo año las autoridades tuvieron que incluir el dato en su sitio web. 
Asimismo, dicho sitio web menciona que Potter llegó cuando el territorio estaba bajo el Mandato británico de Palestina.

## Tumba
Su tumba se encuentra en el Cementerio de Tumbas de Guerra de la Commonwealth en Ramla, una ciudad en el centro de Israel. En ella se puede apreciar la fecha de su fallecimiento leyéndose: «En memoria del soldado No. 5251351 Harry Potter del 1.er Regimiento de Worcestershire, muerto en acción en Hebrón el 22/7/1939 a los 19 años y 10 meses de edad». Además, la tumba se ha convertido en un atractivo turístico de la región de Israel.